# Villeguillo
Villeguillo est une commune de la province de Ségovie dans la communauté autonome de Castille-et-León en Espagne.

## Sites et patrimoine

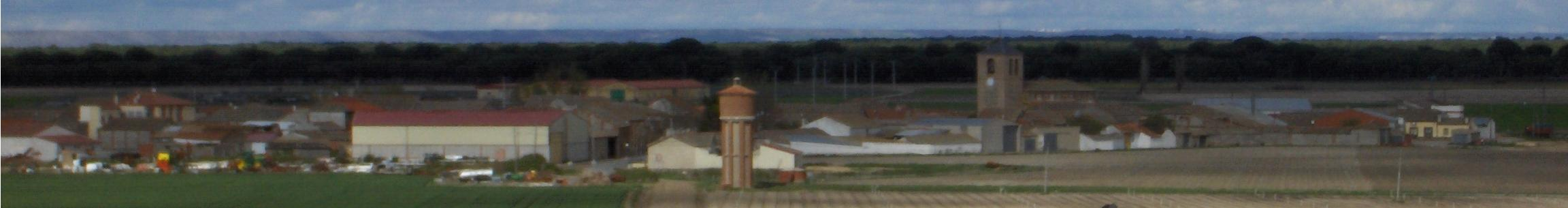
Vue panoramique de Villeguillo.

- Église San Pedro Apóstol